# Salón de la Fama de los Compositores
El Salón de la Fama de los Compositores es parte de la National Academy of Popular Music. Fue fundado en 1969 por el compositor Julian Mercer y los editores de música Abe Olman y Howie Richmond con el objetivo de honrar a aquellos compositores cuyo trabajo haya contribuido a engrosar las canciones más queridas del cancionero popular mundial. La institución, no solo se centra en homenajear a compositores consagrados, sino que también participa en el desarrollo de nuevos talentos de composición a través de talleres y becas. Hay muchos programas diseñados para enseñar y descubrir nuevos compositores.
El Salón de la Fama solo existió de forma virtual hasta el año 2010, cuando se abrió una galería dentro del Museo de los Grammy en Los Ángeles.
La institución tiene el objetivo de abrir una instalación permanente en el edificio Brill de Manhattan (Nueva York).
Hasta 2010, 383 compositores habían sido incluidos en el Salón de la Fama de los Compositores. La banda británica de Rock, Queen, fue la primera en ser incluida en su totalidad en 2003. En 2017, Jay-Z se convirtió en el primer rapero que logró el reconocimiento como compositor.